# Kampung Muara Aman
Kampung Muara Aman is een bestuurslaag in het regentschap Lebong van de provincie Bengkulu, Indonesië. Kampung Muara Aman telt 2073 inwoners (volkstelling 2010).